# Pressing Business
Pressing Business é um curta-metragem mudo norte-americano de 1915, do gênero comédia, produzido por Vim Comedy Company – e com o ator cômico Oliver Hardy.

## Elenco
- Walter Stull - Jabbs
- Billy Ruge
- Oliver Hardy - (como Babe Hardy)
- Frank Hanson
- Ethel Marie Burton
- Edna Reynolds